# Павлівка (Білоцерківський район)
Па́влівка — село в Білоцерківському районі Київської області. Входить до складу Узинської міської громади.
Засноване в 1836 році поміщиком Йосипом Проскурою та назване на честь дочки Павели.
Населення — близько 110 жителів.

## Джерело
- Облікова картка на сайті ВРУ[недоступне посилання з липня 2019]